# Дворац породице Дунђерски у Челареву
Дворац породице Дунђерски налази се у Јужнобачком округу у месту Челарево некада Чиб. Био је највећа знаменитост места до после Другог светског рата. Власник дворца је породица Дунђерски до 1946. године, када им је одузет. Породица по попису одузете имовине није тражила повраћај овог дворца. Гедеон, син Лазара Дунђерског желео је да дворац поклони народу са свим уметнинама, да се ова архитектонски значајна грађевина претвори у музеј, када је то и постао 1968. године и припао музеју Војводине.

## Историја
Комплекс дворца на властелинском поседу је настао у другој половини 18. века. Мањи дворац саградио је Марфи Липот на прелазу из 18. у 19. век и у њему је живео племић Никола Безереди са својом породицом. Безерди се одлучио на градњу новог Великог дворца, који је по плановима непознатог бечког архитекте саграђен између 1834. и 1837. године. Иако је сама зграда проглашена дворцем, она је служила искључиво као летњиковац Николи Безередију који је поседовао куће у Бечу и Будимпешти. Комплекс је затим продат Лазару Дунђерском 1882. године.
Од краја 19. века па до Првог светског рата био је стециште угледних и значајних политичких и културних личности тога доба. Између осталих дворац су посећивали Никола Тесла, Паја Јовановић, Стеван Тодоровић и Лаза Костић, који је у част Ленки Дунђерској, коју је упознао у овом дворцу, написао најлепшу љубавну песму “Santa Maria della Salute”, а у дворцу је једно време боравио и Александар Карађорђевић.
После Другог светског рата, од 1947. до половине 1952. године, зграда дворца са пратећим објектима припадала је тадашњем Председништву Владе ФНРЈ. Тада је у том здању повремено боравио председник Јосип Броз Тито. Дворац је споменик културе од изузетног значаја.
Депаданс је постао јединствен музеј стилског намештаја у бившој Југославији познат као Музеј Војводине.

## Опис
Објекат се налази у пространом парку, као приземна грађевина правоугаоне основе, са низом прозора са равним профилисаним натпрозорницима подупртим конзолама у облику волуте, а у доњем делу са низ болустера. На источној страни налази се класицистички портик са степеништем која подржавају четири дорска стуба, тимпаном, степеништем и косим рампама за колски приступ. Зачеље дворца је решено са наспрамним истуреним делом и широким степеништем. Бочне фасаде су једнако обликоване. Кров је на четири воде прекривен бибер црепом, са украсним елементима од бакарног лима. Парк око дворца је вредан због заступљености ретког растиња.